# The Mattachine Family
The Mattachine Family ist ein Filmdrama von Andy Vallentine. In den Hauptrollen spielen Nico Tortorella und Juan Pablo Di Pace ein schwules Paar, das sich mit der Frage der Familienplanung auseinandersetzt. Die Premiere des Films erfolgte im Mai 2023 beim Seattle International Film Festival.

## Handlung
Der Fotograf Thomas hat seine Lebensgeschichte mit Fotos festgehalten. Dass er schwul ist, bemerkte er, als er einen Zeichentrickfilm mit muskulösen Männern sah. Thomas erzählt die Geschichte von Oscar, einem berühmten Kinderstar in einer beliebten Sitcom, dessen Schauspielkarriere von einer Boulevardzeitungen beendet wurde und den er heiratete.
Thomas und Oscar sind sehr verliebt und leben in ihrer gemeinsamen Wohnung in Los Angeles. Als sie ihr erstes Pflegekind Arthur nach einem Jahr zu seiner leiblichen Mutter zurückgeben müssen, die aus dem Gefängnis entlassen wurde, stellen sie sich die Frage, wie sie sich ihre eigene Familienplanung vorstellen und bemerken, dass sie unterschiedliche Vorstellungen davon haben. Sie haben jedoch ihre selbstgewählte, aus Freunden bestehende Familie, die mal mehr, mal weniger erfolgreich bei ihrer Familiengründung waren. Während Thomas’ lesbische Freundin Leah und deren Frau Sonia noch darauf warten, endlich schwanger zu werden, hat ihre Bekannte Annie mit ihrem schwulen besten Freund Todd ein Kind, das sie gemeinsam großziehen.

## Produktion
Regie führte der Video- und Werbefilmregisseur Andy Vallentine. Sein Ehemann Danny Vallentine schrieb das auf der Geschichte des Paares basierende Drehbuch. Zuvor drehte Andy Vallentine bereits mehrere Kurzfilme, zuletzt The Letter Men, den er im Juni 2022 beim Tribeca Film Festival vorstellte und den er auf Grundlage einer Reihe von Liebesbriefen eines schwulen Paares im Zweiten Weltkrieg drehte. The Mattachine Family ist sein Spielfilmdebüt.
Der Titel des Films nimmt Bezug auf die Mattachine Society, eine von Harry Hay gegründete Schwulenrechtsorganisation, deren Ziel es ist, mehr Akzeptanz gegenüber Homosexualität zu schaffen. Die Organisation betrieb früher auch Lobbyarbeit, um die Aufhebung der Strafbarkeit von Homosexualität in den Bundesstaaten der Vereinigten Staaten zu erreichen.

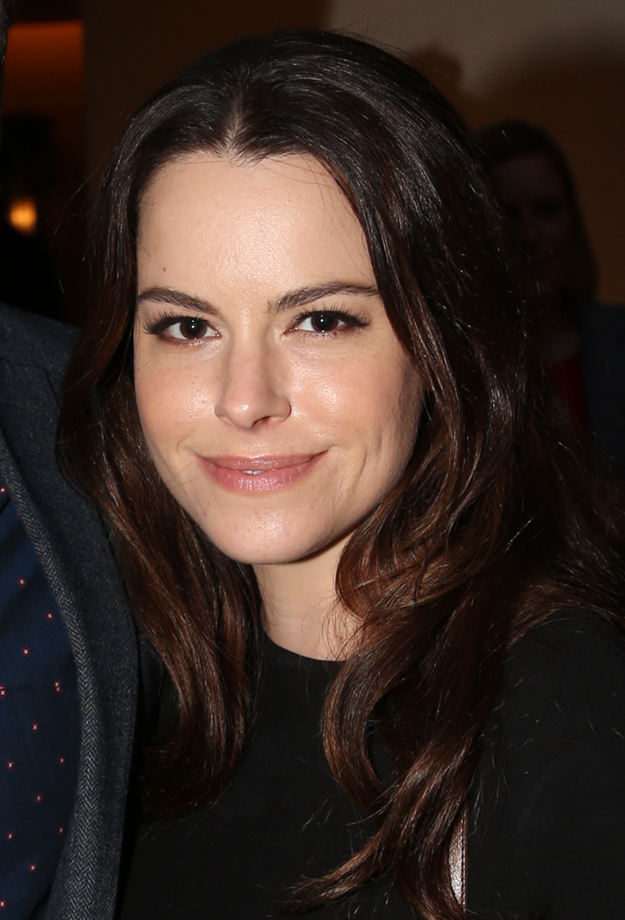
Emily Hampshire spielt Thomas’ Freundin Leah

Nico Tortorella und der Argentinier Juan Pablo Di Pace spielen Thomas und Oscar. Zwei weitere Hauptrollen wurden mit Carl Clemons-Hopkins als Todd und der Kanadierin Emily Hampshire als Thomas’ lesbische Freundin Leah besetzt. Cloie Wyatt Taylor spielt Leahs Frau Sonia. Heather Matarazzo ist in einem Cameo-Auftritt als Annie zu sehen. In weiteren Rollen sind Jake Choi und Annie Funke zu sehen. Garrett Clayton und Matthew Postlethwaite, die bereits in The Letter Men in den Hauptrollen Gilbert Bradley und Gordon Bowsher spielten, sind in den Rollen von Jake und Sam zu sehen.
Die Filmmusik komponierte die klassisch ausgebildete Pianistin Lauren Culjak aka Kotomi.
Die Weltpremiere des Films erfolgte am 12. Mai 2023 beim Seattle International Film Festival. Ab Mitte Juni 2023 wurde er bei Frameline47 und im Juli 2023 beim Outfest Los Angeles LGBTQ+ Film Festival gezeigt.  Ende September 2023 wurde er beim Calgary International Film Festival vorgestellt. Im Februar 2024 wird er beim Queer Screen Mardi Gras Film Festival in Sydney gezeigt.

## Rezeption

### Kritiken
Von den bei Rotten Tomatoes aufgeführten Kritiken sind 94 Prozent positiv.
Andrew Stover von Film Threat schreibt in seiner Kritik, Nico Tortorella beeindrucke mit seinem unbestreitbaren Charme und seinem gewinnenden Lächeln als zentrale Figur in The Mattachine Family, auch in Momenten, in denen sein Schmerz über den Verlust von Arthur zum Vorschein kommt. Allerdings sei die erzählte Geschichte oft zu zäh und schwülstig.

### Auszeichnungen
Calgary International Film Festival 2023
- Nominierung als Bester Internationaler Spielfilm (Andy Vallentine)[11]

FilmOut San Diego 2023
- Auszeichnung für das Beste Drehbuch mit dem FilmOut Festival Award (Andy Vallentine und Danny Vallentine)[12]

Seattle International Film Festival 2023
- Nominierung im New American Cinema Competition (Andy Vallentine)
- Nominierung für die Beste Performance (Nico Tortorella)[2]